# Christiania video rap jingle
Christiania video rap jingle er en dokumentarfilm fra 1989 instrueret af Camilla Sunke, Nico Holme efter manuskript af Camilla Sunke, Nico Holme.

## Handling
Videoen indeholder klip af Christianias kulturliv. Tanken bag er at give den uvidende dansker, som ikke tør komme på Christiania, en mulighed for at se hvad der også sker på Christiania. Lavet i dokumentarisk musikvideo-stil.